# Wasyl Donczuk
Wasyl Iwanowycz Donczuk lub Wasilij Iwanowicz Donczuk (ukr. Василь Іванович Дончук, ros. Василий Иванович Дончук, ur. 27 listopada?/10 grudnia 1910 w Kijowie, zm. 21 października 1944 w rejonie Kirkenesu) – radziecki lotnik wojskowy, major, Bohater Związku Radzieckiego (1944).

## Życiorys
Urodził się w ukraińskiej rodzinie robotniczej. Wcześnie stracił rodziców, dorastał w domu dziecka. Miał wykształcenie średnie, od 1931 mieszkał w Chabarowsku, ukończył aeroklub i szkołę lotniczą lotnictwa cywilnego w Jejsku. Jako pilot lotnictwa cywilnego latał na trasach Dalekiego Wschodu, na obszary podbiegunowe i na Kamczatkę. Od 1932 należał do partii komunistycznej, od 1937 służył w Armii Czerwonej, w 1938 brał udział w walkach nad jeziorem Chasan, po zwolnieniu do rezerwy pracował w Workucie.
W 1941 został ponownie powołany do armii, od listopada 1941 uczestniczył w wojnie z Niemcami jako pilot Północnego Specjalnego Oddziału Lotnictwa Cywilnego, później Karelo-Fińskiej Specjalnej Grupy Lotniczej i dowódca transportowego klucza 5. samodzielnego pułku lotniczego 7 Armii Powietrznej Frontu Karelskiego, w 1943 został skierowany do 114. gwardyjskiego pułku bombowców w 7 Armii Powietrznej. Od maja 1944 dowodził 108. samodzielną zwiadowczą eskadrą lotniczą 7 Armii Powietrznej Frontu Karelskiego, brał udział w obronie obszarów podbiegunowych, operacji swirsko-pietrozawodskiej i petsamo-kirkeneskiej. Do listopada 1944 wykonał 270 lotów zwiadowczych, w tym 64 loty bojowe mające na celu bombardowanie lotnisk, stacji kolejowych i obiektów przemysłowych wroga. Miał wylatane 5 tysięcy godzin na 14 typach samolotów. Zginął podczas wykonywania zadania bojowego w północnej Norwegii w rejonie miejscowości Kirkenes. Jego imieniem nazwano ulice w Kijowie, Chabarowsku i Workucie. W Leningradzie, Archangielsku i Workucie odsłonięto poświęcone mu tablice pamiątkowe.

## Odznaczenia
- Złota Gwiazda Bohatera Związku Radzieckiego (pośmiertnie, 2 listopada 1944)
- Order Lenina (pośmiertnie, 2 listopada 1944)
- Order Wojny Ojczyźnianej II klasy (3 stycznia 1943)
- Order Czerwonej Gwiazdy (31 maja 1942)
- Medal „Partyzantowi Wojny Ojczyźnianej” I klasy